# Paul Fildes
Sir Paul Gordon Fildes (10 februari 1882 - 5 februari 1971) was een Brits patholoog en microbioloog die op wetenschapspark Porton Down werkte tijdens de Tweede Wereldoorlog. 
Fildes studeerde medicijnen aan de Universiteit van Cambridge, waarbij hij zich specialiseerde in de chirurgie. Hij diende als chirurgisch luitenant-commandant in de Royal Naval Reserve (vrijwilligers voor de militaire vloot). Daarnaast diende hij van 1915 tot 1919 in het militaire hospitaal Royal Naval Hospital Haslar.
Fildes hielp Donald O. Woods ontdekken hoe sulfonamiden werken. Hij was van 1934 tot 1949 lid van de wetenschappelijke staf van het Medical Research Council. Daarnaast schreef hij boeken over hemofilie en syfilis.

## Erkenning
Fildes werd verkozen tot Fellow of the Royal Society en ontving in 1963 de Copley Medal. In 1919 werd Fildes onderscheiden met de Orde van het Britse Rijk.
Volgens het artikel 'Sharper than a Serpents Tooth: Biotoxins as An Assasin's Weapons' (op de website strategypage.com) beweerde Fildes dat hij hielp met Operatie Anthropoid - de moord op de hoge nazi Reinhard Heydrich in Praag - door Tsjechische agenten van de geheime Special Operations Executive te voorzien van bewerkte Gammon granaten, gevuld met botulinetoxine. 